# Ricochet (альбом)
Ricochet — первый концертный альбом немецкой группы электронной музыки Tangerine Dream, изданный в 1975 году.

## Характеристика
Альбом состоит из двух продолжительных композиций, составленных из записанных на плёнку фрагментов концертных выступлений во время тура по Англии и Франции осенью 1975 года. Значительная часть исходного материала Ricochet, особенно второй части, была записана во время выступления Tangerine Dream в концертном зале Фейрфилд-холлс в Лондоне в октябре 1975 года. Другие источники точно не установлены.
Звучание альбома близко другим релизам периода Virgin, с серьезной опорой на синтезаторы и секвенсоры для создания плотного звукового пейзажа в стиле эмбиент. На Ricochet больше перкуссии и электрогитары, чем на его предшественниках Phaedra и Rubycon, что делает его ближе рок-музыке. Принципиальным новшеством на альбоме стало применение сложных многослойных ритмов, предвосхитивших не только творчество группы в 1980-е годы, но и такие стили, как транс и электронная танцевальная музыка.
Tangerine Dream наконец нашли свой путь в более доступном и ритмичном подходе к космической музыке. Не столь рассчитанный на интеллектуальное восприятие и сложный, как Zeit, Alpha Centauri или Atem, он стал квинтэссенцией стиля Tangerine Dream, продемонстрировав идеальный баланс между сырыми электронными поисками и экспериментами ранних альбомов и более доступными работами позднего периода.
Альбом вывел группу на новый уровень пульсирующего экспериментирования, при этом не заблудившись и не слишком потворствуя публике, как это произошло с некоторыми другими представителями этого жанра.

## Признание
По сравнению с успехами альбомов Phaedra и Rubycon, вошедших в британский Топ 20, Ricochet продавался несколько хуже, он поднялся в чартах до 40-го места и продержался там 2 недели.

## Список композиций
| №  | Название             | Длительность |
| -- | -------------------- | ------------ |
| 1. | «Ricochet, Part One» | 17:02        |

| №  | Название             | Длительность |
| -- | -------------------- | ------------ |
| 1. | «Ricochet, Part Two» | 21:13        |

## Состав музыкантов
- Эдгар Фрёзе — клавишные, гитара
- Петер Бауман — клавишные
- Кристофер Франке — клавишные, барабаны

## Позиции в хит-парадах и сертификации
| Хит-парад (1975)                 | Высшая позиция | Пребывание в чарте |
| -------------------------------- | -------------- | ------------------ |
| Великобритания (UK Albums Chart) | 40             | 4 недели           |

| Регион | Сертификация | Продажи |
| --- | ------------ | ------- |
| Великобритания (BPI) | Серебряный   | 60 000^ |
| * Данные о продажах приведены только на основе сертификации. ^ Данные о тиражах приведены только на основе сертификации. |              |         |